# 4622 Соловйова
4622 Соловйова (4622 Solovjova) — астероїд головного поясу, відкритий 16 листопада 1979 року.
Тіссеранів параметр щодо Юпітера — 3,177.